# Ministerrat Kubas
Der Ministerrat Kubas (span.: Consejo de Ministros de Cuba) ist das höchste administrative Organ des Staates Kuba. Seine Mitglieder werden durch die Asamblea Nacional del Poder Popular, das kubanische Parlament, auf Vorschlag des Präsidenten des Staatsrates ernannt.

## Geschichte des Ministerrates
Gemäß der Verfassung Kubas aus dem Jahre 1940 tagte der Ministerrat, einschließlich des Premierministers, zusammen mit dem Präsidenten der Republik, der den Versammlungen vorsaß. Die Beschlüsse wurden mit einfacher Mehrheit verabschiedet.
Mit dem Triumph der kubanischen Revolution im Jahre 1959 und durch das Grundgesetz aus dem gleichen Jahr wurde ihm die totale Legislative übertragen, genauso wie die Ernennung des Präsidenten der Republik. Dieses währte bis zum Verabschiedung der neuen Verfassung im Jahre 1976.

## Aktuelle Zusammensetzung
Der Ministerrat wird angeführt durch sein Exekutivkomitee, welches den Präsidenten (Manuel Marrero Cruz), den 1. Vizepräsidenten (gleichzeitig 1. Vizepräsident des Staatsrates: José Ramón Machado Ventura), den Vizepräsidenten und dem Sekretär des Ministerrates geleitet wird.
Die Vizepräsidenten übernehmen Regierungsaufgaben, welche die Aufgaben mehrerer Ministerien umfassen, interministerielle Aufgaben entwickeln bzw. direkt der Präsidentschaft untergeordnet sind. Der Sekretär vereinigt vergleichbare koordinative Funktionen, wie jene eines Premierministers einer Präsidialrepublik. 
| Ministerium/Amt                                                          | Amtsinhaber                      | Geburtsdatum       |
| ------------------------------------------------------------------------ | -------------------------------- | ------------------ |
| Präsident des Ministerrats                                               | Manuel Marrero Cruz              | 1963               |
| Vizepräsident des Ministerrats                                           | Ramiro Valdés Menéndez           | 28. April 1932     |
| Vizepräsident des Ministerrats                                           | Eduardo Martínez Díaz            | 21. April 1968     |
| Vizepräsident des Ministerrats                                           | Inés María Chapman Waugh         | 9. September 1965  |
| Vizepräsident des Ministerrats                                           | Jorge Luis Tapia Fonseca         | 1964               |
| Vizepräsident des Ministerrats                                           | Joaquín Alonso Vázquezz          | 1963/64            |
| Vizepräsident des Ministerrats                                           | Ricardo Cabrisas Ruiz            | 21. Januar 1937    |
| Sekretär des Ministerrats                                                | José Amado Ricardo Guerra        | 13. September 1965 |
| Ministerium für Wirtschaft und Planung                                   | Joaquín Alonso Vázquez           |                    |
| Ministerium des Innern                                                   | Lázaro Alberto Álvarez Casas     | 1963               |
| Ministerium für Auswärtige Beziehungen                                   | Bruno Eduardo Rodríguez Parrilla | 22. Januar 1958    |
| Ministerium der Revolutionären Streitkräfte                              | Álvaro López Miera               | 26. Dezember 1943  |
| Ministerium für öffentliche Gesundheit                                   | José Angel Portal Miranda        | 1968               |
| Ministerium für Landwirtschaft                                           | Ydael Pérez Brito                | 1972/73            |
| Ministerium für Binnenhandel                                             | Betsy Díaz Velázquez             |                    |
| Ministerium für Bauwesen                                                 | René Mesa Villafaña              | 7. April 1958      |
| Ministerium für Kultur                                                   | Alpidio Alonso Grau              | 5. November 1963   |
| Ministerium für Arbeit und Soziale Sicherheit                            | Jesús Otamendiz Campos           | 1975/76            |
| Ministerium für Bildung                                                  | Naima Ariatna Trujillo Barreto   | 1. Dezember 1976   |
| Ministerium für Hochschulbildung                                         | Walter Baluja García             | 9. Juni 1975       |
| Ministerium für Finanzen und Preise                                      | Vladimir Regueiro Ale            |                    |
| Ministerium für Außenhandel und Ausländische Investitionen               | Oscar Pérez-Oliva Fraga          | 1970/71            |
| Ministerium für Industrie                                                | Eloy Álvarez Martínez            |                    |
| Ministerium der Ernährungsindustrie                                      | Alberto López Díaz               | 8. August 1966     |
| Ministerium für Telekommunikation                                        | Mayra Arevich Marín              |                    |
| Ministerium der Justiz                                                   | Oscar Manuel Silvera Martínez    |                    |
| Ministerium für Verkehrswesen                                            | Eduardo Rodríguez Dávila         |                    |
| Ministerium für Tourismus                                                | Juan Carlos García Granda        | 11. Juli 1963      |
| Ministerium des Präsidenten der Zentralbank Kubas                        | Juana Lilia Delgado Portal       | 1966/67            |
| Ministerium für Wissenschaft, Technologie und Umwelt                     | Armando Rodríguez Batista        |                    |
| Ministerium für Energie und Bergbau                                      | Vicente de la O Levy             |                    |
| Präsident des Nationalinstituts für Wasserkraftressourcen                | Antonio Rodríguez Rodríguez      |                    |
| Präsident des Nationalinstituts für Sport, Körpererziehung und Erholung  | Osvaldo Caridad Vento Montiller  |                    |
| Präsident des kubanischen Instituts für Radio und Fernsehen              | Alfonso Noya Martínez            | 7. Dezember 1964   |
| Präsident des kubanischen Instituts für Raumplanung und Stadtentwicklung | Raúl Acosta Gregorich            | 15. Mai 1951       |